# Timo Kojo
Timo Kojo (* 9. Mai 1953 in Helsinki) ist ein finnischer Sänger. Er war Mitglied der Band Madame George.

## Leben und Wirken
1977 brachten Madame George ihr einziges Album heraus, Madame George: What’s happening. 1979 brachte er sein erstes Solo-Album, So Mean heraus, es wurde ein Hit. Seine danach herausgebrachten Alben wurden kein großer Erfolg.
Nachdem Kojos drittes Soloalbum, Go All the Way, das 1981 veröffentlicht wurde, ein Fiasko wurde, entschloss Kojo sich, am finnischen Vorentscheid Euroviisut teilzunehmen, den er auch gewann, sodass er Finnland beim Eurovision Song Contest 1982 in Harrogate vertreten konnte. Sein Beitrag Nuku pommiin, von dem auch eine englischsprachige Fassung namens Bomb Out! aufgenommen wurde, bekam von keinem der 18 Teilnehmerländer einen Punkt und platzierte sich am Ende der Tabelle. Noch heute wird deshalb im finnischen Eishockey ein 0:0 „kojo kojo“ genannt.

## Diskografie
- 1979: So Mean (FI: Gold)[2]
- 1980: Lucky Street (FI: Gold)
- 1981: Go All the Way
- 1982: Nuku pommiin
  - Bomb Out! (1982, englische Version von Nuku pommiin)
- 1983: Time Won’t Wait
- 1985: Bee tai bop
- 1986: Rommia sateessa
- 1990: Lucky Street
- 1990: Pyöri maa pyöri kuu
- 1993: Kojo and the Great Boogie Band
- 1997: Suloinen Maria
- 1998: 20 suosikkia – So Mean